# 10098 Jaymiematthews
10098 Jaymiematthews este o planetă minoră (asteroid), cu un diametru de 8,759 km, din centura de asteroizi. A fost descoperită pe 30 septembrie 1991 la Observatorul Siding Spring de Robert H. McNaught și a fost numită după Jaymie Matthews⁠(d). 
Obiectul prezintă o orbită caracterizată de o semiaxă mare de 3,0277838 UAi, o excentricitate de 0,09, o înclinație de 10,42951 ° în raport cu ecliptica.